# Chachalnia
Chachalnia (prononciation : [xaˈxalɲa]) est un village polonais de la gmina de Zduny dans le powiat de Krotoszyn de la voïvodie de Grande-Pologne dans le centre-ouest de la Pologne.
Il se situe à environ 5 kilomètres à l'est de Zduny (siège de la gmina), à 6 kilomètres au sud de Krotoszyn (siège du powiat) et à 93 kilomètres au sud-est de Poznań (capitale régionale).
Le village possédait une population approximative de 250 habitants en 2006.

## Histoire
De 1975 à 1998, le village faisait partie du territoire de la voïvodie de Kalisz.

Depuis 1999, Chachalnia est situé dans la voïvodie de Grande-Pologne.